# Valle de Stubai

Stubaital y el glaciar de Stubai en el Tirol, Austria

El Valle del Stubai (en alemán Stubaital) es un valle alpino en el Tirol, Austria. Es el valle central de los Alpes de Stubai. El río Ruetz corre a través del valle. 
Este valle de 35 km de largo se extiende en dirección noreste desde la cadena principal de los Alpes hasta Schönberg im Stubaital, cerca de Innsbruck. Debajo de Fulpmes, los pueblos se encuentran en terrazas sobre el Ruetz a ambos lados del río. Al sur de Neustift im Stubaital se une desde el oeste el valle lateral más grande de Oberbergtal. El ÖBB opera una central hidroeléctrica de 16 MW en Fulpmes. 
Los  cinco municipios siguientes se encuentran en el valle: Schönberg im Stubaital, Mieders, Telfes, Fulpmes y Neustift im Stubaital. Existe transporte público desde Innsbruck hacia el valle a través de la ruta de autobús Stubaital o el ferrocarril Stubaital que va desde Innsbruck a Fulpmes. 
El glaciar de Stubai, que se encuentra al final del valle de Stubaital, se utiliza como estación de esquí. 
- Datos: Q689532
- Multimedia: Stubaital / Q689532